# アンセム (芸能プロダクション)
株式会社アンセムは、日本の芸能事務所。1999年9月設立。所在は、東京都目黒区。
代表取締役社長は、長尾裕文。
KABA.ちゃん、松嶋初音、三浦孝太、富永勇也などのタレントを輩出、営業を得意とし他の事務所からマネジメントを頼まれることも多い。

## 所属タレント
- 三浦浩一
- 平川博晶
- のぶ
- 三輪晴香
- 黒崎澪音
- かわいのどか
- 岩井章悟
- 殺陣剛太
- テット・ワダ
- 西野光

### 清原ルーム
- 田中雄策
- 三根由美子

### 業務提携
- 布施博
- 康喜弼
- からくりどーる

## 過去の主な所属タレント
- あじゃ
- 浮田久重（現芸名：浮田ひさえ）
- KABA.ちゃん
- 鈴木雅子
- 田中ゆみ
- 富永沙織
- 富永勇也
- 松嶋初音
- 由良有里紗
- 渡辺和貴
- 千十千
- 池上紗理依
- 三浦孝太
- 山本真夢
- 桐宮玲香